# Renauto
Renauto war ein Montagewerk für Kraftfahrzeuge und damit Teil der Automobilindustrie in Irland.

## Unternehmensgeschichte
Stephen O’Flaherty hatte bereits 1946 Motor Distributors zur Montage und zum Vertrieb von Automobilen gegründet. Seine O’Flaherty Group galt als Muttergesellschaft. 1958 begann die Montage von Renault. Als Vertriebsgesellschaft wird Renauto Limited genannt, wobei unklar bleibt, ob das auch die Firmierung des Montagebetriebs war.
1965 gab O’Flaherty das Projekt auf und übergab es an die Smith Motor Group, die möglicherweise vorher schon beteiligt war. Con A. Smith hatte 1954 diese Gruppe gegründet. 1956 wurde Patrick Kilroy sein Partner. Sie betrieben mehrere Unternehmen, darunter Werkstätten und Montagebetriebe. Der Sitz des Unternehmens blieb in Dublin. 1966 wurde ein neues Montagewerk in Wexford bezogen. 1969 fusionierten die Smith Motor Group und B. L. N. Motor Company zur Brittain Smith and Company. 1970 wurde der neue Konzern wieder aufgeteilt. Es heißt, dass die British Leyland Motor Corporation unzufrieden damit war, dass Renauto weiterhin Renault fertigte. Deren neues Unternehmen hieß nun Brittain Group. Beides hatte keinen Einfluss auf Renauto.
Im Juni 1972 starb Smith beim Flugzeugunglück British-European-Airways-Flug 548. Kilroy übernahm die Leitung. Im selben Jahr wurde das Werk in Wexford erweitert. Noch 1972 übernahm Waterford Glass die Gruppe.
1984 endete die Montage. Danach verliert sich die Spur des Unternehmens. Wexford Electronix übernahm das Werk in Wexford sowie viele Mitarbeiter und fertigte Zubehörteile für die Automobilindustrie.

## Fahrzeuge

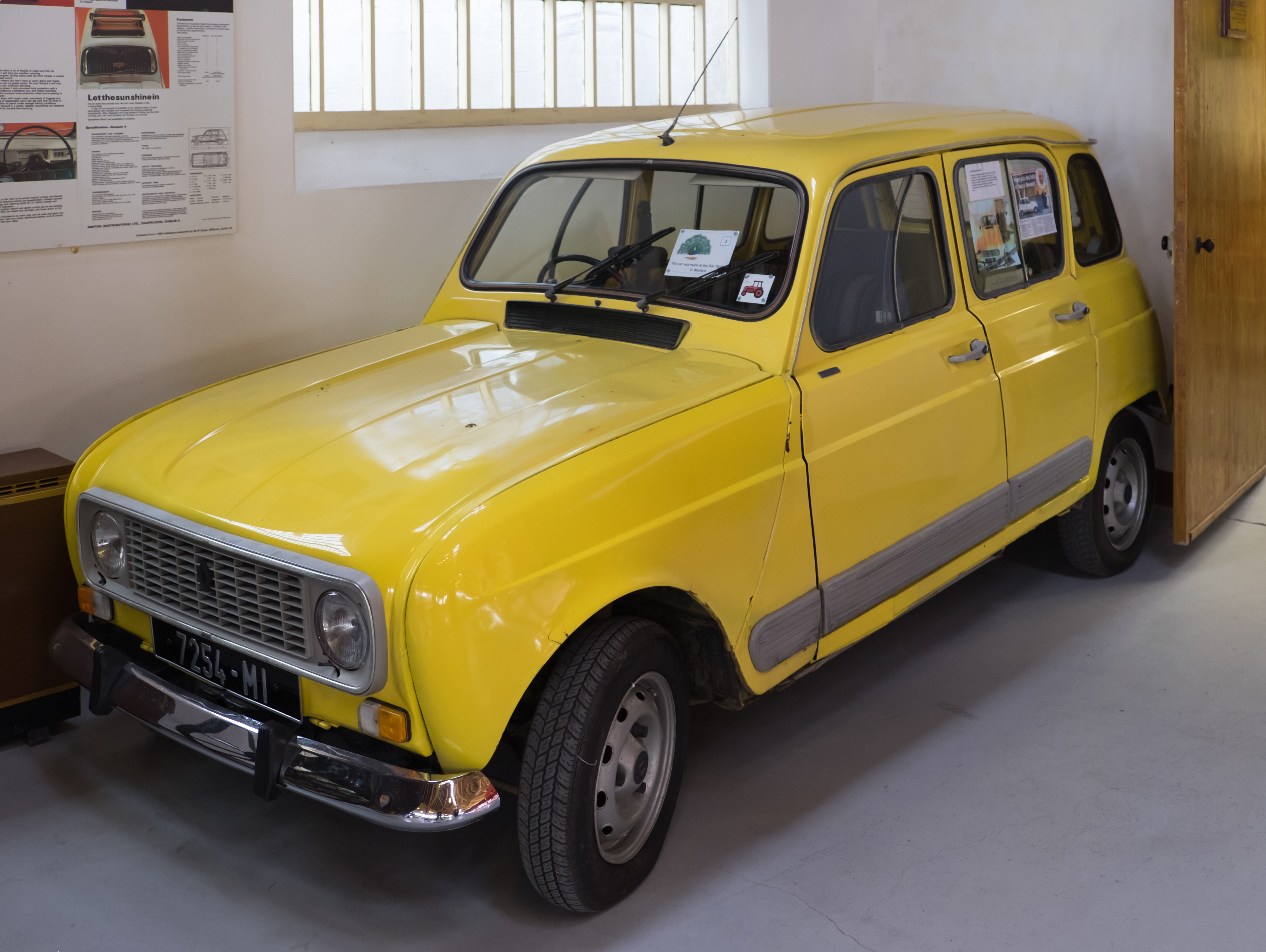
Renault 4 im Irish Agricultural Museum in Wexford

Montiert wurden Renault Dauphine und Renault 4.
Ein erhalten gebliebener Renault 4 ist im Irish Agricultural Museum in Wexford ausgestellt.

## Produktionszahlen
Nachstehend die Renault-Zulassungszahlen in Irland aus den Jahren von Renauto.
| Jahr  | Zulassungszahlen |
| ----- | ---------------- |
| 1958  | 322              |
| 1959  | 827              |
| 1960  | 657              |
| 1961  | 390              |
| 1962  | 240              |
| 1963  | nicht bekannt    |
| 1964  | 250              |
| 1965  | 418              |
| 1966  | 1.069            |
| 1967  | 1.425            |
| 1968  | 1.603            |
| 1969  | 2.029            |
| 1970  | 2.622            |
| 1971  | 3.641            |
| 1972  | 4.658            |
| 1973  | 5.944            |
| 1974  | 6.228            |
| 1975  | 6.190            |
| 1976  | 6.581            |
| 1977  | 7.689            |
| 1978  | 8.640            |
| 1979  | 9.639            |
| 1980  | 9.167            |
| 1981  | 9.226            |
| 1982  | 7.598            |
| 1983  | 5.356            |
| 1984  | 4.824            |
| Summe | 107.233          |